# Nogueira (Meis)
Nogueira (oficialmente San Lourenzo de Nogueira) es una parroquia española del municipio de Meis, perteneciente a la provincia de Pontevedra, en la comunidad autónoma de Galicia.

## Toponimia
El lugar puede aparecer referido como «Nogueira», «San Lorenzo de Nogueira» y «San Lourenzo de Nogueira».

## Historia
Hacia mediados del siglo XIX, el lugar, ya por entonces perteneciente a Meis, tenía contabilizada una población de novecientos habitantes. Aparece descrito en el duodécimo volumen del Diccionario geográfico-estadístico-histórico de España y sus posesiones de Ultramar de Pascual Madoz con las siguientes palabras:

NOGUEIRA (San Lorenzo): felig. en la prov. de Pontevedra (2 leg.), part. jud. de Cambados (1 1/2), dióc. de Santiago (7), ayunt. de Meis (1/4): sit. á la izq. del r. Umia, en terreno desigual. La combaten principalmente los aires del S. y NE.; el clima es templado y húmedo, y las enfermedades comunes reumas y fiebres inflamatorias. Tiene unas 200 casas distribuidas en las ald. de Ay, Arcos, Brea, Cabada, Chorente, Nogueira de Arriba, Nogueira de Abajo, Piedras, Piolla, Porrelo, Rial, Rialdonio y Seixo. La igl. parr. (San Lorenzo) de la que es aneja la de Sto. Tomé de Nogueira, dist. 1/8 de leg., se halla servida por un cura de primer ascenso y patronato del duque de Bervic: al estremo S. de dicho anejo existe una ermita dedicada á Sta. Apolonia. Confina el térm. N. Sta. Maria de Paradela; E. San Martin de Agudelo; S. Sta. Maria de Curro, y O. San Vicente de Nogueira. El terreno es abierto y llano en la parte cultivada, y quebrado y pedregoso en lo inculto. Hácia el S. se encuentran las faldas del monte Castrove, de las cuales bajan el riach. Ansede, sobre el que hay 3 puentecillos, y el Rialdonio que nace en la ald. de Ay, y tiene tambien 2 puentecillos: ambos riach. se incorporan con otro que viene de San Vicente de Nogueira, y juntos confluyen en el Umia. Atraviesan por esta felig. 2 caminos que conducen desde la cap. de prov. á la de este part. el uno, y el otro á Villagarcia y puertos de la costa, ambos en mal estado: el correo se recibe comunmente de Pontevedra por los interesados. prod.: maiz, algun centeno, vino, lino, patatas, frutas y pastos: se cria poco ganado vacuno, lanar y de cerda: alguna caza de liebres, conejos y perdices, y pesca de truchas. ind.: la agrícola y 12 molinos harineros que trabajan durane 9 meses del año, y en los 3 restantes se sirven los vec. de los que hay en el r. Umia. pobl.: 200 vec., 900 alm. contr.: con su ayunt (V.).
(Madoz, 1849, pp. 174-175)

En 2022, tenía empadronados 593 habitantes.